# Allosidastrum hilarianum
Allosidastrum hilarianum là một loài thực vật có hoa trong họ Cẩm quỳ. Loài này được (C.Presl) Krapov., Fryxell & Bates mô tả khoa học đầu tiên năm 1988.